# William P. Murphy
William Parry Murphy (6.2.1892 tại (Stoughton, Wisconsin – 9.10.1987) là một thầy thuốc người Mỹ, đã đoạt giải Nobel Sinh lý và Y khoa năm 1934 chung với George Minot và George Whipple cho công trình nghiên cứu của họ về bệnh thiếu máu cùng cách điều trị bệnh này.
Murphy sinh ngày 6.2.1892, ở Stoughton, Wisconsin. Ông theo học các trường công lập ở Wisconsin và Oregon. Năm 1914, ông đậu bằng cử nhân (nhân văn) ở Đại học Oregon và bằng tiến sĩ y khoa năm 1922 ở "trường Y học Harvard" (thuộc Đại học Harvard)
Năm 1924, ông rút máu ở các con chó ra làm cho chúng bị bệnh thiếu máu, sau đó ông nuôi chúng bằng nhiều chất khác nhau, và đo sự cải thiện bệnh thiếu máu của chúng. Ông phát hiện ra là việc ăn một lượng lớn gan dường như đã chữa lành bệnh này. Sau đó Minot và Whipple bắt đầu tách chất chữa lành bệnh ra về mặt hóa học và cuối cùng đã có thể tách vitamin B12 ra từ gan.
Murphy kết hôn với Pearl Harriett Adams ngày 10.9.1919. Họ có một con trai, Dr. William P. Murphy Jr., và một con gái, Priscilla Adams.